# Slipmuseum

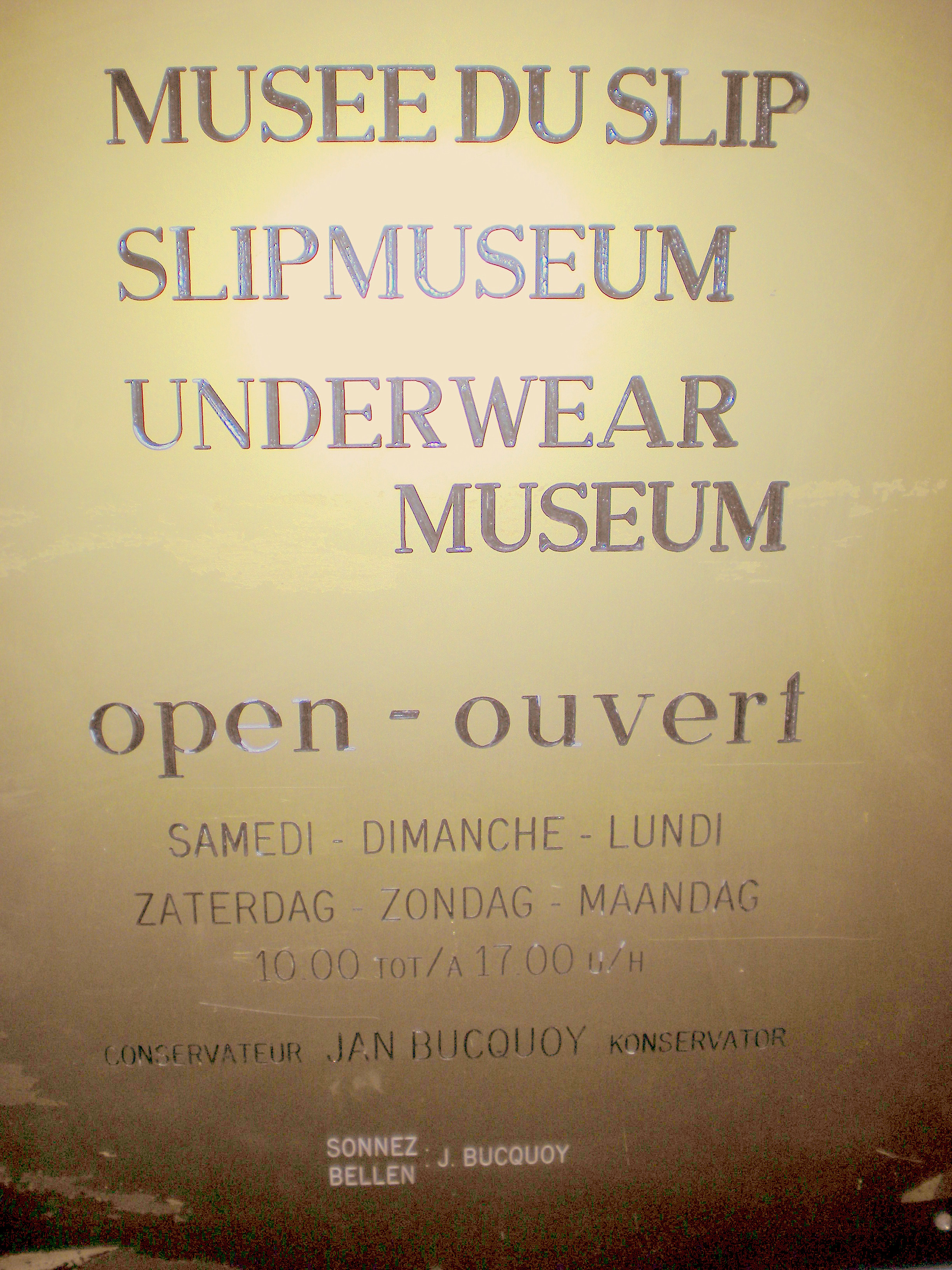
De inkom van het museum

Het Slipmuseum (Frans: Musée du slip) is een museum in Lessen, België gewijd aan het ondergoed van bekende personen.

## Geschiedenis
Het museum werd door anarchist en situationist Jan Bucquoy opgericht. Van 2009 tot 2015 was het museum boven café Dolle Mol in Brussel gevestigd, maar het huurcontract ervan werd niet verlengd en eindigde op 31 december 2015. In september 2016 heropende het museum in Lessines, de geboorteplaats van de surrealistische kunstenaar René Magritte, in het kader van de feestelijkheden rond diens 50ste sterfdag.
In 2014 werd het ondergoed van Yvan Mayeur, toenmalig burgemeester van Brussel, uit het museum gestolen. De onderbroek werd enkele dagen later teruggebracht.

## Collectie
Het museum stelt ingekaderd ondergoed van bekende personen tentoon. Elk museumstuk is ten minste eenmaal door de persoon in kwestie gedragen en bevat een certificaat van authenticiteit. Hiernaast geeft het museum ook tientallen foto's van beroemdheden in ondergoed weer.
In het museum zijn onder meer het ondergoed van Jean-Marc Barr, Stany Crets, Robbe De Hert, Guillaume Durand, Brigitte Lahaie, Fadila Laanan, Yvan Mayeur, Charles Michel, Plastic Bertrand, Michel Preud'homme, Axelle Red, Didier Reynders, Jean-Michel Ribes, Els de Schepper en Wendy Van Wanten te bezichtigen. Bucquoy startte de collectie in 1990 in Schaarbeek.